# NN-217
La carretera NN-217 es una vía departamental secundaria del departamento de Rivas en el sur de Nicaragua. Esta carretera comunica el casco urbano de Buenos Aires con la comunidad rural de El Menco, contribuyendo al desarrollo agrícola y al transporte escolar. La vía fue inaugurada en 2024 por el MTI.

## Trazado y cruces
La siguiente tabla muestra las principales localidades por donde transita la NN-217:
| km  | Localidad              | Departamento | Conexión / Ruta |
| --- | ---------------------- | ------------ | --------------- |
| 0.0 | Buenos Aires           | Rivas        |                 |
| 3.8 | Comunidad Las Banderas | Rivas        |                 |
| 7.6 | El Menco               | Rivas        |                 |

## Coordenadas
Uno de los tramos de la NN-217 puede ser encontrado en las coordenadas: 11°26′38″N 85°43′01″O / 11.4440, -85.7170